# 鈴木瑛二
鈴木　瑛二（すずき えいじ、1987年11月16日 - ）は、北海道出身のアメリカンフットボール選手。現在Xリーグのブルザイズ東京に所属している。
国士舘大学体育学部卒業。愛称は「エージ」。体重は95キロあり、40ヤード走4秒台の俊足を持つ。安定したキャッチングとブロック力が魅力で、X1AREA所属ブルザイズ東京のエースとして知られる。

## 略歴

### 大学以前
中学では野球と陸上競技を行っていた。陸上競技では100メートル走を得意とし、大田区の大会で入賞するなど高いポテンシャルを発揮。東京都立つばさ総合高等学校に入学しサッカーを始める。

### 大学時代
2006年に国士舘大学に入学。アメフト部入部当初はオフェンシブラインとして期待されていたが、ワイドレシーバーにコンバートされ、2年生から試合出場。3年時には怪我により出場機会は無かったが、4年生からスタメンに復帰している。

### 大学以後
国士舘大学卒業後から2年の時を経た2012年、Xリーグ一部リーグのブルザイズ東京に入団。1年目からインサイドレシーバーとして試合に出場し存在感を示している。